# IC 2539
IC 2539 ist eine Spiralgalaxie vom Hubble-Typ Sbc im Sternbild Antlia südlich der Himmelsäquators. Sie ist schätzungsweise 117 Millionen Lichtjahre von der Milchstraße entfernt und hat einen Durchmesser von etwa 65.000 Lichtjahren.
Im selben Himmelsareal befinden sich u. a. die Galaxien NGC 3100, NGC 3108, IC 2533.
Das Objekt wurde am 1. Mai 1900 von DeLisle Stewart entdeckt.